# Evi Van Acker
Evi Van Acker, född den 23 september 1985 i Gent i Belgien, är en belgisk seglare.
Hon tog OS-brons i laser radial i samband med de olympiska seglingstävlingarna 2012 i London.
Vid de olympiska seglingstävlingarna 2016 slutade Van Acker på en fjärdeplats i laser radial.